# 固态硬盘

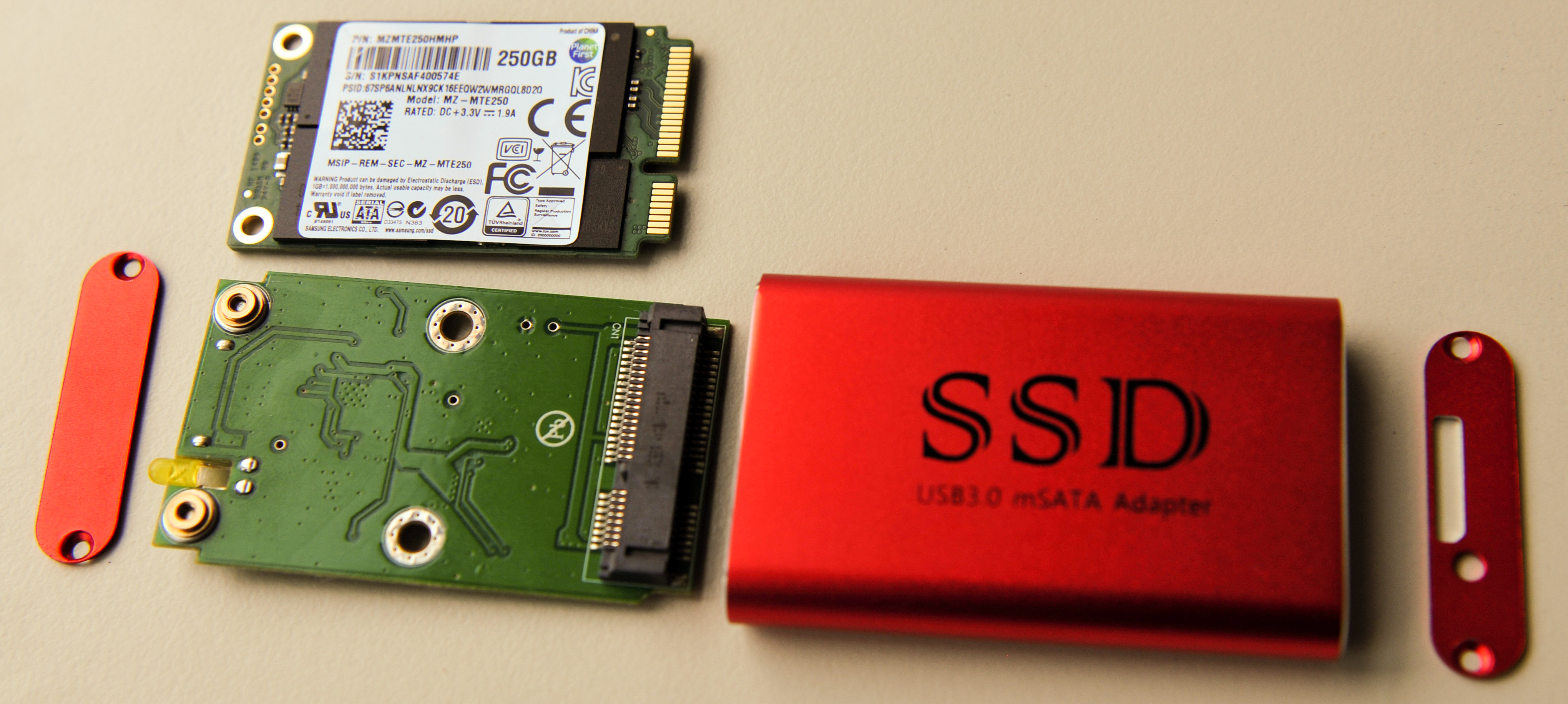
配合mSATA转SATA转接器使用的mSATA SSD

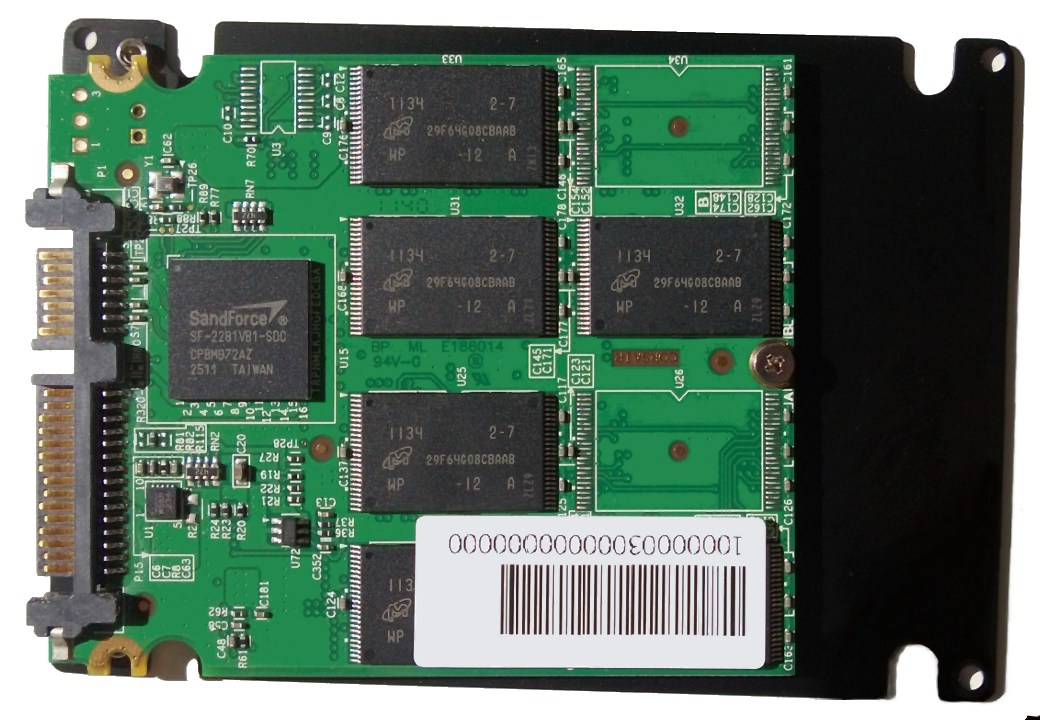
SSD內部的印刷電路板
左上：7-pin SATA數據接口
左下：15-pin SATA電力接口
中：SandForce主控
右：六片NAND Flash

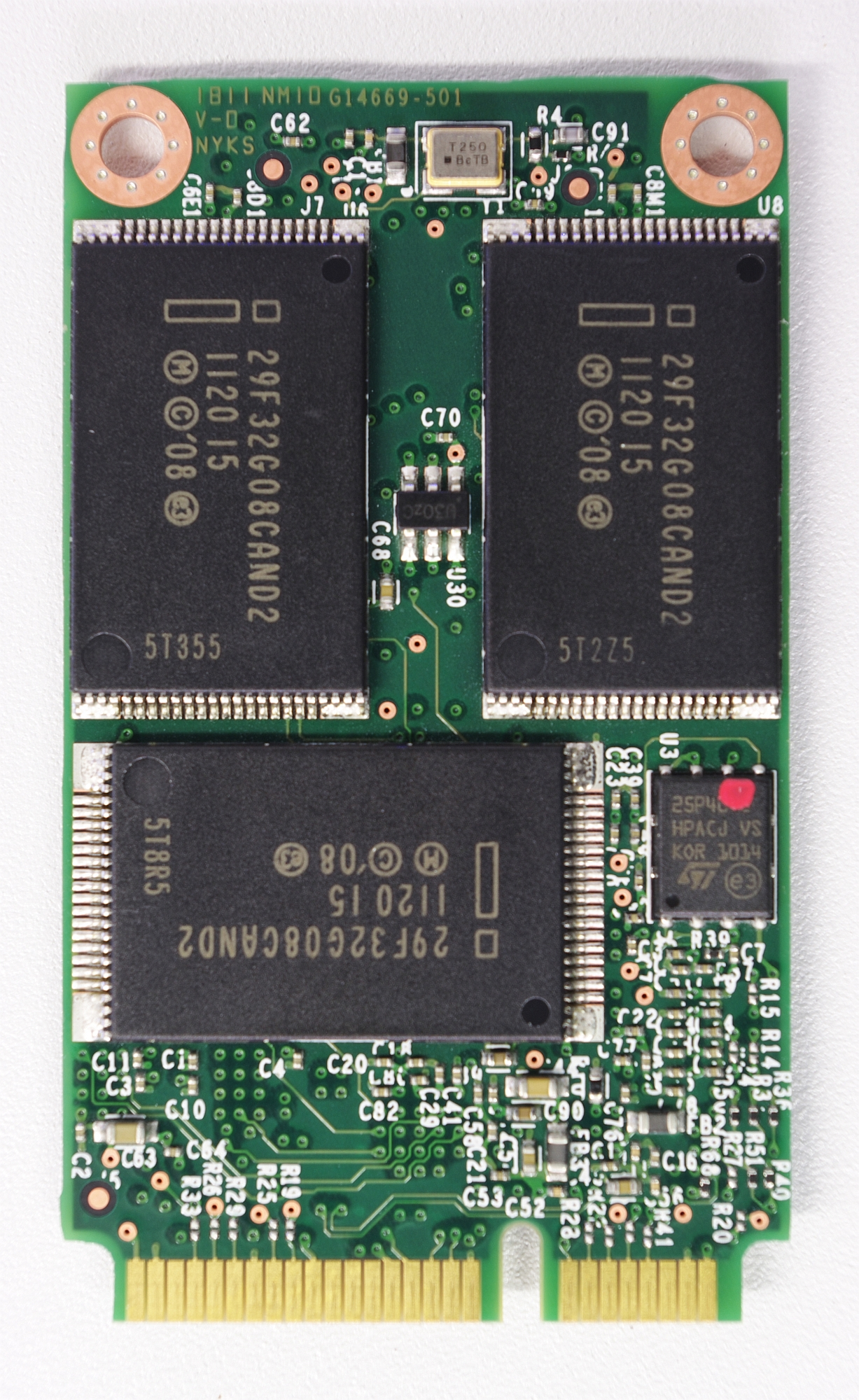
mini PCI-E SSD，介面與mSATA相同，但互不相容

固态驱动器（英語：solid-state drive），又称，是一種以積體電路製作的電腦儲存設備，雖然價格及儲存容量與機械硬碟有少許差距，但固態硬碟的隨機讀取效能可比機械硬碟的快200倍；讀取速度也比機械硬碟提升約10倍。
可以用非揮發性記憶體（主要以闪存中的 NAND Flash）作為永久性儲存設備，也可以用揮發性記憶體（例如DRAM）作為臨時性儲存設備。
固态硬碟常採用SATA、PCI Express、mSATA、M.2、ZIF、IDE、U.2、CF、CFast等接口。

## 分類

### 揮發性記憶體

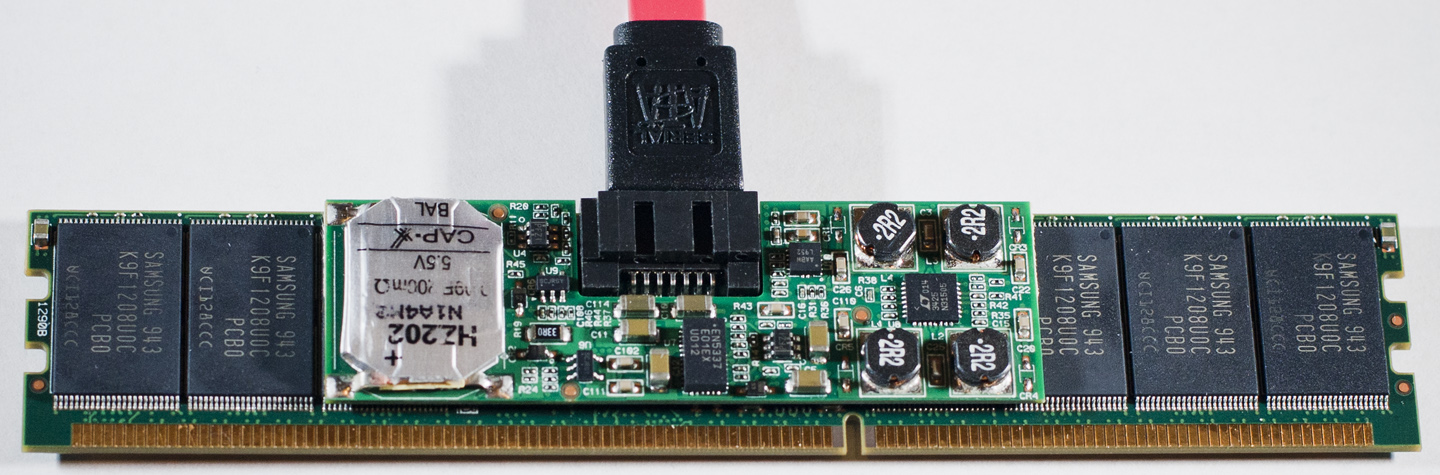
用DIMM記憶體製成固態硬碟

由易失性記憶體製成的固態硬碟主要用於臨時性存儲（例如 I-RAM）。揮發性記憶體（例如DRAM）具有存取速度快的特點，可以將需要運行的程式、資料先行複製到揮發性記憶體中，然後再執行。這樣可以避免永久性儲存設備（例如傳統硬碟）的啟動延遲、搜尋延遲...等對程式以及系統造成的影響。因為這類記憶體需要持續靠電力維持其記憶，所以由此製成的固態硬碟還需要配合電池才能在斷電時維持記憶。
由揮發性記憶體製成的固態硬碟可能可以搭配電池使用：當關機或電源意外中斷時，這類固態硬碟可以靠電池驅動持續記憶資料，當電力恢復後，再將資料轉移到永久性儲存裝置。

### 非揮發性記憶體
非揮發性記憶體的資料存取速度介於揮發性記憶體和傳統硬碟之間。和揮發性記憶體相比，非揮發性記憶體一經寫入資料，就不需要外界電力來維持其記憶。因此更適於作為傳統硬碟的替代品。
快閃記憶體當中的NAND Flash是最常見的非揮發性記憶體。小容量的NAND快閃記憶體可被製作成帶有USB介面的移動存儲裝置，亦即人們常說的“隨身碟”。隨著生產成本的下降，將多個大容量快閃記憶體模組集成在一起，製成以快閃記憶體為存儲介質的固態硬碟已經是目前的趨勢。
目前用來生產固態硬碟的NAND Flash有四種，分別是單層式儲存（SLC）、多層式儲存（MLC，通常用來指稱雙層式儲存）、三層式儲存（TLC）、四层式存储（QLC）。有些廠商亦稱TLC為3-bit MLC。SLC、MLC、TLC的讀寫速度依序從快至慢（約4:2:1），使用壽命依序從長至短（約6:3:2），成本依序從高至低，需要糾錯位元數（ECC）則是相反地從低至高（同一製程下1:2:4。不過ECC也受製程的影響，同一種晶片，越小尺度的製程需要越多的糾錯位元）。固態硬碟的主流從SLC晶片轉到MLC晶片，促成了2011年的大降價，固態硬碟因此普及。
由於SLC的速度較快但成本過高，用於伺服器的企業級SSD都改用了MLC。TLC因為速度較慢但成本低，原本只用來做隨身碟；不過2012下半年，SAMSUNG首先推出使用TLC的消費級固態硬碟（型號840系列），固態硬碟名牌Plextor也打算於2013年量產TLC產品作為低階廉價市場的主力，然而TLC的壽命、速度和可靠性（錯誤率）成為消費者的最大疑慮（見下文：缺點）。生產商會在TLC SSD使用更先進的主控及更多預留空間（OP）來處理這些問題。
3-bit的TLC錯誤率较高，需要使用先進的主控及大量的空間進行糾錯。4-bit的QLC错误率更高，因而壽命更短。三星已量产两代3D垂直閃存，利用3D堆疊增加儲存密度。东芝已于2017年发布QLC(四比特单元) BiCS架构的3D NAND闪存芯片。

## 形式

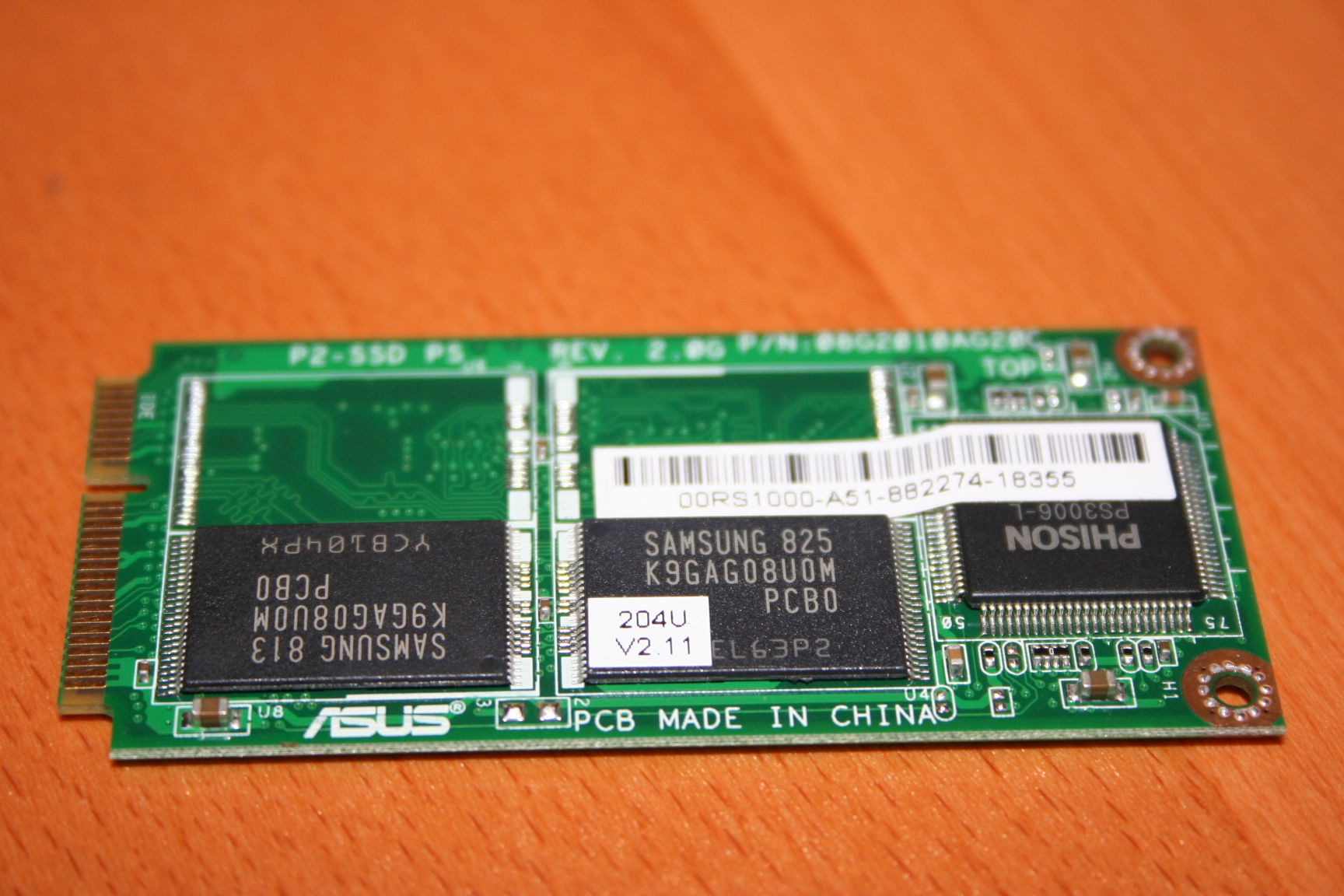
華碩Eee PC的SSD

固態硬碟大部分被製作成與傳統硬碟相同的外殼尺寸，例如常見的1.8吋、2.5吋或3.5吋規格，並採用了相互相容的接口；但有些固態硬碟也使用PCI Express或是Express Card作為介面來突破現有硬碟傳輸介面的速度，或是在有限空間（如小筆電、超級移動電腦等）中置放固態硬碟。

## 缺點
固態硬碟的六大缺點：價格較高、寫入次數有一定的上限（容量愈大，壽命愈久）、靜置時資料消失、讀取時易受干擾、損壞時難以挽救以及運作時易掉速。

### 價格較高
固態硬碟剛推出時，價格高昂，所以最早只用於軍事及工業用途上；無論是揮發性記憶體還是非揮發性記憶體，其每百萬位元組（MB）成本都遠高於傳統硬碟。因此只有小容量的固態硬碟的價格能夠被絕大多數人接受。
不過技術更新隨著NAND Flash的19nm製程於2012年初進入量產，能夠在同樣大小的快閃記憶體空間內塞入倍增的容量；NAND Flash架構也從SLC到MLC、TLC、QLC；這兩項技術都進一步降低每百萬位元組的成本。
随着价格逐渐降低，固態硬碟广泛使用在一般的筆記型電腦上做為主系統碟。2018年有超過一半的笔记型电脑搭配固态硬盘出厂。而由於價格與儲存空間之比和機械碟仍有较大差距，固態硬碟短时间内依旧無法在容量用途上取代機械硬碟，更多人的電腦上處於兩者並存的狀態。對於桌上型電腦及大型筆記型電腦的使用者來說，使用兩台硬碟是成本效益比最佳的方法：小容量SSD安裝作業系統及常用資料，大容量機械碟儲存不常用資料及做為SSD備份用。但是對於薄型筆電、Ultrabook及平板電腦的使用者來說，SSD的高成本仍是問題：容量夠大的SSD很貴，而且緊湊的電腦通常無法自行更換SSD而需專業拆機。

### 損壞時難以挽救
固態硬碟數據損壞後是難以修復救回資料的。當負責儲存資料的快閃記憶體顆粒有毀損時，現在的數據修復技術很難在損壞的半導體晶片中救回資料，傳統機械硬碟則能通过磁區恢复技术挽回資料，不過機械硬碟的數據救回服務收費高昂，通常只有企業在挽救重要價值資料時會使用。
雖然逐漸有廠商開發SSD輕度損壞時的救援方法，但傳統的備份習慣還是萬全之法，不論是機械碟或SSD，只要無備份習慣都將承受資料損失的風險。

### 寫入次數壽命
壽命方面，由於快閃記憶體上每一個電閘都有一定的寫入次數限制，寿命结束后会无法寫入变成唯讀状态；而且隨著使用的快閃記憶體從SLC架構到MLC、TLC，若電閘的品質不變，理論上電閘壽命呈現6：3：2的衰退（因為其原理是在同一個電閘上記錄1、2或3個位元，記錄越多位元，被寫入的機會就越高），因此成為大眾接受固態硬碟的另一個障礙。
另一方面，隨著固態硬碟主控晶片的改進，能將寫入位址依照電閘使用率更平均地分散，使唯讀狀態不會太快到來；而固態硬碟容量的增大也有助於拉低電閘平均使用率，因為一般使用習慣上，會經常改寫的檔案只佔全部資料的一小部分。優秀的廠商通常會用軟體算法進一步延長一倍以上的壽命，使固態硬碟能經歷極大量使用，甚至比電腦其它硬體還長久耐用，給予用戶足夠的緩衝時間將資料轉移和備份。而最新的3D-nand技術則可以在降低成本、增加容量的同時避免寫入壽命過低。
在2015年技術製造主要為MLC的 240-256GB SSD實測中，即使每天寫入100GB數據到固態硬碟上也要連續19年才會耗盡其壽命，所以物理壽命問題已經遠離一般家用使用者的領域。

### 靜置時資料消失
JEDEC固態技術協會主席Alvin Cox於2015年的一份報告中探討SSD長期不使用靜置時資料的消失特性，時間長短與氣溫有相關性，根據英特爾（Intel）所提供的溫度與資料保存的研究報告顯示只要存放溫度提高5度，資料保存時間就會縮短一半。在消費級SSD的標準狀況下，於40度的運作溫度中寫入資料後於30度的溫度下靜置不通電可保存資料52周，大約相當於一年時間。溫度越高時保存時間短，實驗執行到55度氣溫的保存情境下，而一般人幾乎不會遇到此溫度。
事實上就較少使用的「冷資料」儲存來說，SSD原本就不符合儲存容量效益，一般的大量資料歸檔保存，還是以機械硬碟、磁帶較為適當。同時較新的MLC型SSD已經大幅改善這問題，而基本之道還是儘量將SSD多多使用，作為隨身硬碟時也經常接入使其通電，避免長期靜置。

### 讀取干擾現象
讀取干擾是容易發生的問題，快閃記憶體隨著多次的讀取，會導致在同一區塊中相近的記憶單元內容改變（變成寫入動作）。這即是所謂的讀取干擾。會導致讀取干擾現象的讀取次數門檻介於區塊被抹除間，通常為10萬次。假如連續從一個記憶單元讀取，此記憶單元將不會受損，而受損卻是接下來被讀取的周圍記憶單元。
為避免讀取干擾問題，快閃記憶體控制器通常會計算從上次抹除動作後的區塊讀取動作總次數。當計數值超過所設定的目標值門檻時，受影響的區塊會被複製到一個新的區塊，然後將原區塊抹除後釋放到區塊回收區中。原區塊在抹除動作後就會像新的一樣。若是快閃記憶體控制器沒有即時介入時讀取干擾錯誤就會發生，如果錯誤太多而無法被ECC機制修復時就會伴隨著可能的資料遺失。目前此物理現象問題透過SSD上控制晶片的演算法改善。

### 掉速
快閃記憶體的另一個問題是掉速，會隨著寫入次數增加而降低速度，若接近裝滿時速度也會下降，所以使用時儘量讓其保留一定的空閒空間較好，是使用者必須改變的使用習慣。同時厂商設計上会通过OP（冗余资源）、磨损均衡等等技术来減緩掉速。
原因包括耗損平均技術的副作用、控制晶片及韌體的優劣等。目前較佳的解決方案是Secure Erase（會略微縮短SSD壽命，不過在出現掉速時剩餘壽命還很長）及提高更換頻率。在量產之前TLC架構相較於SLC和MLC產品的速度，原本也令人質疑，因為理論上隨著每一電閘記錄位元數的增加，判讀和寫入的速度在相同的準確度之下都必然更緩慢。不過正式量產之後，TLC固態硬碟的讀寫速度甚至略高於同容量MLC的最高速產品，這歸功於主控晶片的進步以及多通道的使用。

## 優點
和機械硬碟相比读写速度远遠勝出，尤其是隨機讀寫，這也是其最主要的優點。還具有無噪音、抗震動，在一般使用情境下平均功耗、熱量會比較低的特點。這些特點可以延長靠電池供電的電腦設備運轉時間，並且更適合用在行動式設備。
例如三星電子於2006年3月推出的容量為32GB的固態硬碟，採用和傳統微硬碟相同的1.8吋規格。其耗電量只有機械硬碟的5%，寫入速度是1.5倍，讀取速度是3倍，並且沒有任何噪音。
在2007年台北國際電腦展覽會中，新帝公司發表64GB與32GB的固態硬碟，並有2.5吋、SATA介面與1.8吋、UATA介面兩種規格。OCZ Technology現場展出的固態硬碟分為2.5吋與1.8吋兩種，其中2.5吋採用SATA介面最大容量可達128GB；1.8吋機種則是採用IDE介面，最大容量可達64GB，可分別使用在筆記型電腦與更小的UMPC上，用來取代傳統的硬碟。OCZ的2.5吋固態硬碟OCTANE，容量已達到1TB。
三星2015在快閃記憶體高峰會（Flash Memory Summit）上發表容量高達16TB的2.5吋固態硬碟PM1633a（V-NAND），其儲存容量甚至高過於傳統硬碟。固態硬碟的表現與傳統硬碟互有勝負，一般在容量、速度、價錢、性價比等作出比較。最初的固態硬碟容量少、價錢高，性價比遠不及傳統的機械式硬碟。但隨著固態硬碟的不斷發展，固態硬碟的容量已有實用性，價錢明顯下滑之下，已為傳統硬碟市場制造危機。

## 混合固态硬盘
有眾多儲存廠商推出融合SSD/HDD優點的固態混合硬碟，像是OCZ RevoDrive Hybrid、Seagate Momentus XT 750GB及之后的SSHD（混合固态硬盘）等等。其它像主機板廠商也有使用多個SATA連接埠將SSD/HDD同時使用，像是ASUS的SSD Caching功能。還有磁碟陣列廠商的快取加速卡，像是HighPoint RocketCache 3240x8等等。
2011年，Intel推出了使用SSD作为缓冲优化磁盘表现的技术——SRT（Smart Response Technology）。在配套的Intel芯片组上，如Z68、QS77、H77等上，可以将SSD与HDD以RAID模式连接，并在系统中以Intel Rapid Storage Technology程序进行加速管理，实现磁盘性能的提升。Intel也在次年2012年推出了名为313的SLC SSD产品线，针对加速用途，提供20、24GB容量。
於2012年底，蘋果公司發佈新一代iMac時同時展示了「Fusion Drive」技術，Fusion Drive技術除了融合HDD和SSD外（合併在同一的邏輯卷），還在作業系統（只限在OS X）上作配合。原理是在用戶不知情的情況下，作業系統自動在背景將用戶常用應用程序、文件、照片或者其他數據來存儲在SSD中，同時將很少訪問或者使用的文件留在HDD。蘋果公司在發佈時指出在正常情況使用下，Fusion Drive的平均性能是SSD的80%，可以讓用戶體驗到「SSD的性能，HDD的容量」。

## 預留空間
SSD的預留空間（Over-provisioning，OP）可用作垃圾收回（Garbage collection）、ECC或其他數據保護技術。
預留空間可分成三層
- 第一層是容量的7.37%，128GB SSD實際上有128GB NAND Flash，廠商以十進制標示容量大小，以二進制計算兩者有7.37%差額。這層是不會標示的。所以標示為0% OP的SSD，實際上也有7% OP。
- 第二層是廠商決定的，通常是0%、7%、28%。所以，我們會看見128GB、120GB、100GB的SSD。它們都有128GB，只是被廠商保留起來作OP。企業版SSD注重穩定性及耐用性，所以會保留多達28%空間作OP。要注意，把一個120GB SSD連接到電腦只可看見112GB空間，是因為大部份作業系統（包括Windows及Android）以二進制計算空間大小120x109=112x230，就如16GB SD卡插進手機或電腦只看見15GB一樣，與OP無關。
- 第三層是使用者自行劃分的，使用者在分區時可自行預留空間作為OP，以滿足不同需要（穩定性／可用空間）。如果預留多達50%空間作OP，持續地寫入大量細小檔案的高負載情況下，寫入效能只有輕微下降。[39]但一般情況下，沒有需要再保留更多空間作OP，因為一般使用情境下不會大量和持續地寫入数据。若以SSD建立RAID，應保留一定空間以彌補沒有TRIM的影響。

## 分类
首先按照外观结构接口分类，再按照支持的逻辑设备接口（驱动程序）与总线协议分类：
- 传统硬盘驱动器接口
  - IDE：罕见
  - SATA：AHCI逻辑设备接口、SATA总线
  - SAS：AHCI逻辑设备接口、SATA总线
  - U.2：NVMe逻辑设备接口、PCIe总线。外观上和SAS接口一致。主要应用在企业级的SSD固态上，极大地提高服务器数据传输速度，理论上速度可以达到32GB/s（即256Gbps），近似于PCIe 4.0 x16满速，PCIe3.0 x16的两倍之快。
  - SATAe：AHCI逻辑设备接口、SATA总线。由两个SATA接口和一个辅助接口组合而成，理论的速度6GB/s * 2 = 12GB/s，实际可能只能达到10GB/s左右。目前被M.2接口取代。
- 扩展接口卡
  - mSATA：AHCI逻辑设备接口、SATA总线
    - 30mm*50mm 全高
    - 30mm*25mm 半高

  - M.2 即NGFF。尺寸有2230、2242、2260、2280、22110
    - B key
      - SATA总线
      - PCIex2总线

    - M key：理论上兼容B key外观接口，即可以插入B key的槽中。
      - NVMe逻辑设备接口、PCIex4总线

  - PCIe：可有 PCIe 2.0x2、PCIe 2.0x4、PCIe 2.0x8、PCIe 3.0x4、PCIe 4.0x4、PCIe 5.0x4
    - 兼容SATA
    - 不带NVMe逻辑设备接口
    - 带NVMe逻辑设备接口
- 可移动磁盘
  - Mini DisplayPort
  - USB-A/B、USB-C

## 外部連結
- （英文）StorageReview.com SSD Guide（页面存档备份，存于）
- （英文）Topdisk SSD（页面存档备份，存于）